# 钨酸铟
钨酸铟是一种无机化合物，化学式为In2(WO4)3。它可由钨酸钠和硝酸铟在溶液中反应制得，或由氢氧化铟和钨酸，或氧化铟和三氧化钨在高温反应制得。它和钨酸钠在750 °C反应，可以得到NaIn(WO4)2。